# Tomoya Goto
Tomoya Goto (Japans: 後藤 智弥, Gotō Tomoya) (Tokio, 7 juli 1996) is een Japanse darter.

## Carrière
In juni 2022 vertegenwoordigde Goto samen met Toru Suzuki voor het eerst Japan op de World Cup of Darts, waar ze verloren met 5-2 van de Belgen Dimitri Van den Bergh en Kim Huybrechts. In 2023 en 2024 nam Goto opnieuw deel aan het toernooi.
Begin september 2023 wist Goto zich te kwalificeren voor het PDC World Darts Championship 2024 door op de Order of Merit van de PDC Asian Tour 2023 als tweede te eindigen.
Samen met Ryusei Azemoto  kwam Goto op de World Cup of Darts 2025 uit voor hun thuisland. Ze wonnen van de spelers uit Kroatië en verloren van de darters uit Zwitserland in de groepsfase. De knock-outfase werd niet bereikt.

## Resultaten op wereldkampioenschappen

### PDC
- 2024: Laatste 64 (verloren van Ryan Searle met 1-3)
- 2025: Laatste 96 (verloren van Mickey Mansell met 1-3)